# Konstantinowka (Amur)
Konstantinowka (russisch Константи́новка) ist ein Dorf (selo) in der Oblast Amur (Russland) mit 4743 Einwohnern (Stand 1. Oktober 2021).

## Geographie
Der Ort liegt etwa 80 km Luftlinie südsüdöstlich des Oblastverwaltungszentrums Blagoweschtschensk im Südteil der Seja-Bureja-Ebene. Er befindet sich am linken Ufer des linken Amur-Armes. Der Amur bildet die Grenze zur Volksrepublik China. Die bei und unterhalb von Konstantinowka gelegenen größeren, nicht ständig bewohnten, auf Russisch Werchnekonstantinowski und Konstantinowski genannten Inseln gehören zu den zwischen beiden Ländern umstrittenen Amurinseln, werden aber auf Grundlage bilateraler Vereinbarungen seit mehreren Jahren gemeinsam wirtschaftlich genutzt. Unmittelbar westlich des Dorfes mündet ein ebenfalls Konstantinowka genannter Bach in den Amur, einige Kilometer oberhalb etwa größere Filinowka.
Konstantinowka ist Verwaltungssitz des Rajons Konstantinowski sowie Sitz und einzige Ortschaft der Landgemeinde Konstantinowski selsowet.

## Geschichte
Das Dorf wurde 1858, noch im Jahr des Anschlusses des Amur- und Primorjegebietes an das Russische Kaiserreich gemäß Vertrag von Aigun, von Kosaken als Staniza gegründet und nach dem russischen Großfürsten Konstantin Nikolajewitsch (1827–1892) als Konstantinowskaja benannt. Ab den 1920er-Jahren ist die heutige Namensform offiziell.
Seit 1944 ist Konstantinowka Zentrum eines in dem Jahr aus dem benachbarten Tambowski rajon ausgegliederten Rajons, mit Ausnahme der Jahre 1963 bis 1967, als die Rajons vorübergehend wieder vereinigt waren.

### Bevölkerungsentwicklung
| Jahr | Einwohner |
| ---- | --------- |
| 1926 | 2988      |
| 1959 | 3762      |
| 1970 | 4132      |
| 1979 | 5020      |
| 1989 | 6637      |
| 2002 | 5930      |
| 2010 | 5329      |
| 2021 | 4743      |

Anmerkung: Volkszählungsdaten

## Verkehr
Konstantinowka ist Endpunkt der bei Jekaterinoslawka von der Fernstraße M58 Amur Tschita – Chabarowsk abzweigenden Regionalstraße R465, die beim nördlich benachbarten, gut 50 km entfernten Rajonzentrum Tambowka die R461 Blagoweschtschensk – Raitschichinsk – Nowobureiski kreuzt.